# Humber Premier League
Humber Premier League är en engelsk fotbollsliga grundad 2000. Den är i huvudsak baserad i East Riding of Yorkshire, men några klubbar från norra Lincolnshire deltar också.
Ligan har två divisioner och toppdivisionen Premier Division ligger på nivå 11 i det engelska ligasystemet. Den matar normalt till Central Midlands League.

## Mästare
| Säsong  | Premier Division        | Division One               |
| ------- | ----------------------- | -------------------------- |
| 2010-11 | Sculcoates Amateurs     | Hodgsons FC                |
| 2009-10 | Reckitts AFC            | Crown FC                   |
| 2007-08 | Sculcoates Amateurs     | St. Andrews Police Club FC |
| 2006-07 | Sculcoates Amateurs     | Smith & Nephew             |
| 2005-06 | Reckitts AFC            | North Ferriby United Res   |
| Säsong  | Premier Division        | Premier Division           |
| 2004-05 | Reckitts AFC            | Reckitts AFC               |
| 2003-04 | Hutton Cranswick United | Hutton Cranswick United    |
| 2002-03 | Reckitts AFC            | Reckitts AFC               |
| 2001-02 | Reckitts AFC            | Reckitts AFC               |
| 2000-01 | Reckitts AFC            | Reckitts AFC               |

### Webbkällor
Den här artikeln är helt eller delvis baserad på material från engelskspråkiga Wikipedia, Humber Premier League, 2 juli 2015.